# دلقک (پروانه)
دلقک (پروانه) (نام علمی: Zemeros flegyas) نام یک گونه از تیره فلزنقشیان است. آسیای جنوب شرقی و آسیای جنوبی محل زندگی این گونه است.

## منابع

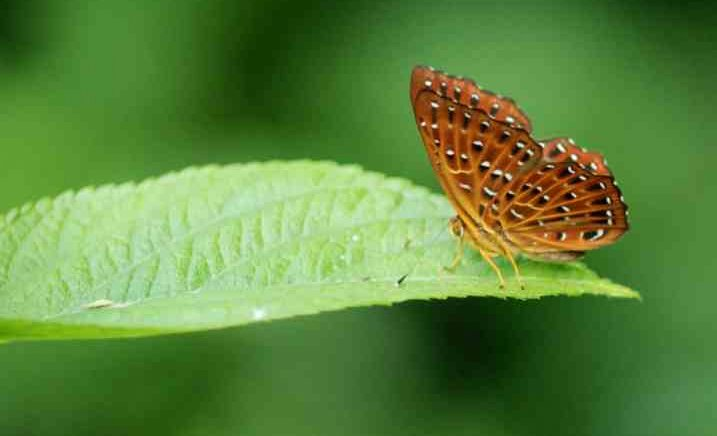
Punchinello (পুঞ্চিনেল্লা),Kolkata, West Bengal, India